# It's a Man's World (Cher)
It's a Man's World è un album tributo della cantante statunitense Cher del 1995, registrato in Regno Unito e composto principalmente da cover di altre canzoni.

## Descrizione

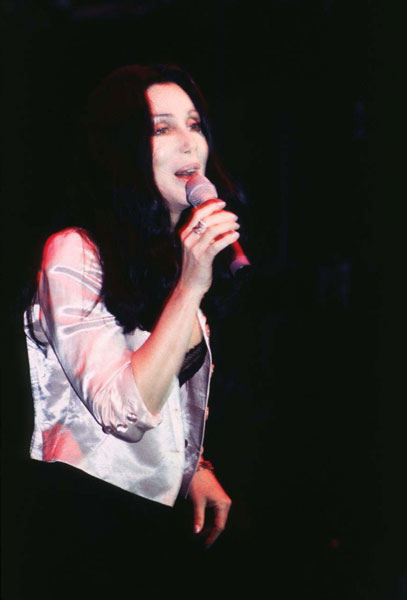
Cher si esibisce al Last Dance Party di New York nel 1996

L'album può sicuramente essere preso in considerazione come il migliore della cantante: Cher infatti interpreta ogni pezzo in una maniera non convenzionale, spingendo le sue abilità canore al limite e proponendosi come narratrice di storie. 
Cher si cimenta in un inusuale tono di voce, come per le canzoni One by One e The Gunman, cancellando il suo famoso vibrato e rendendosi maggiormente fluida e armonica. È per questa ragione che i critici guardano in maniera favorevole a questo lavoro, e molti lo prendono in considerazione come un vero e proprio capolavoro della musica internazionale. 
Le tracce contenute nell'album sono prodotte da un ottimo gruppo di collaboratori, tra cui Trevorn Horn (Seal), Sam Ward (Michael Jackson) e Greg Penny (K.D. Lang), che arrangiano le canzoni con grande abilità, senza mai stancare. Il risultato è un mix esplosivo di cover e pezzi nuovi, realizzati e composti con l'utilizzo di svariati strumenti e un'orchestra di archi e fiati sempre pronta ad intervenire con garbata disinvoltura. 
La voce di Cher, come già detto, è capace di tenersi ad alti livelli in ogni traccia, restando fedele alla sua passionale interpretazione ma risultando più dolce e soft. 
Pezzi come Walking in Memphis, cover di una canzone di Marc Cohn, la già citata One by One, e The Sun Ain't Gonna Shine Anymore, cover dei Walkers Brothers sono elementi memorabili e indimenticabili di questo lavoro.
Da notare che l'album è uscito in due diverse versioni: la prima, pubblicata in Europa alla fine del 1995 e prodotta dalla Warner UK, ha avuto maggior successo e impatto commerciale, la seconda, pubblicata in America nel 1996 e prodotta da Reprise,  si è invece rivelata un mezzo flop. La differenza sta nel riarrangiamento delle canzoni: nell'edizione del 1996, cinque dei pezzi contenuti nell'originale It's a Man's World, tra cui la stessa One by One, vengono riproposti al pubblico con un sound maggiormente R'n'B, stravolgendo l'intero percorso narrativo. Oltre a questo remixaggio delle tracce, la Reprise taglia l'album, proponendo al mercato americano un lavoro di 11 canzoni invece che 14.
La critica e il pubblico d'oltre oceano non sembrano molto interessati al progetto di Cher, l'album infatti fa capolino al numero 64 senza vendere un granché. Solo due singoli, One by One e Paradise Is Here, remixati e riveduti da dj di spicco (tra cui Jnr. Vasquez) hanno un grande successo nelle discoteche, avviando il processo che porterà Cher alla musica dance.

## Tracce

### Edizione europea
1. Walking in Memphis
2. Not Enough Love in the World
3. One by One
4. I Wouldn't Treat a Dog (The Way You Treated Me)
5. Angels Running
6. Paradise Is Here
7. I'm Blowin' Away
8. Don't Come Around Tonight
9. What About the Moonlight
10. The Same Mistake
11. The Gunman
12. The Sun Ain't Gonna Shine Anymore
13. The Shape of Things to Come
14. It's a Man's Man's Man's World

### Edizione statunitense*
1. One by One (US Remix)
2. Not Enough Love in the World (US Remix)
3. Angels Running (US Remix)
4. What About the Moonlight (US Remix)
5. Paradise Is Here (US Remix)
6. The Same Mistake
7. I'm Blowin' Away
8. Walking in Memphis
9. The Sun Ain't Gonna Shine Anymore
10. The Gunman (US Edit)
11. It's a Man's Man's Man's World

(*): Sono escluse I Wouldn't Treat a Dog (The Way You Treated Me), Don't Come Around Tonite e Shape of Things to Come.

## Classifiche
| Classifica (1995) | Posizione massima |
| ----------------- | ----------------- |
| Austria           | 8                 |
| Regno Unito       | 10                |
| Svezia            | 18                |
| Stati Uniti       | 64                |
| Norvegia          | 64                |
| Germania          | 74                |
| Italia            | 15                |

## Cover
In questo album sono presenti svariate canzoni originalmente registrate da altri artisti:
- Walking in Memphis (Marc Cohn)
- Not Enough Love in the World (Don Henley)
- One by One (The Real People)
- I Wouldn't Treat a Dog (The Way You Treated Me) (Bobby Blue Band)
- Angels Running (Patty Larkin)
- Paradise Is Here (Tina Turner)
- I'm Blowin' Away (Bonnie Raitt)
- The Same Mistake (Marc Jordan)
- The Sun Ain't Gonna Shine Anymore (The Walker Brothers)
- It's a Man's Man's Man's World (James Brown)

## Singoli
- Walking in Memphis (solo Europa)
- One by One
- Paradise Is Here (solo Stati Uniti)
- Not Enough Love in the World (solo Europa)
- The Sun Ain't Gonna Shine Anymore (solo Europa)

## Produzione

### Edizione Regno Unito
- Walking in Memphis, Angels Running, Don't Come Around Tonite e What About the Moonlight: versioni originali prodotte da Christopher Neil
- Not Enough Love in the World, One by One, Paradise is Here, I'm Blowin' Away e It's a Man's Man's Man's World: prodotte da Stephen Lipson
- I Wouldn't Treat a Dog (The Way You Treated Me) e The Same Mistake: prodotte da Greg Penny
- The Gunman, The Sun Ain't Gonna Shine Anymore e Shape of Things to Come: prodotte da Trevor Horn

### Edizione Remix Stati Uniti
- One by One, Not Enough Love in the World, What About the Moonlight e Paradise Is Here: remixate da Sam Ward
- Angels Running: remixata da Daniel Abraham
- The Gunman versione statunitense: prodotta da Trevor Horn